# Presidente del Senado de Canadá
El presidente del Senado de Canadá (en inglés: Speaker of the Senate of Canada, en francés: Président du Sénat du Canada) es el portavoz del Senado de Canadá. El Portavoz representa al Senado en funciones oficiales, dictamina sobre cuestiones de procedimiento parlamentario y privilegio parlamentario, y preside los debates y votaciones en el Senado.

## Nombramiento y procedencia

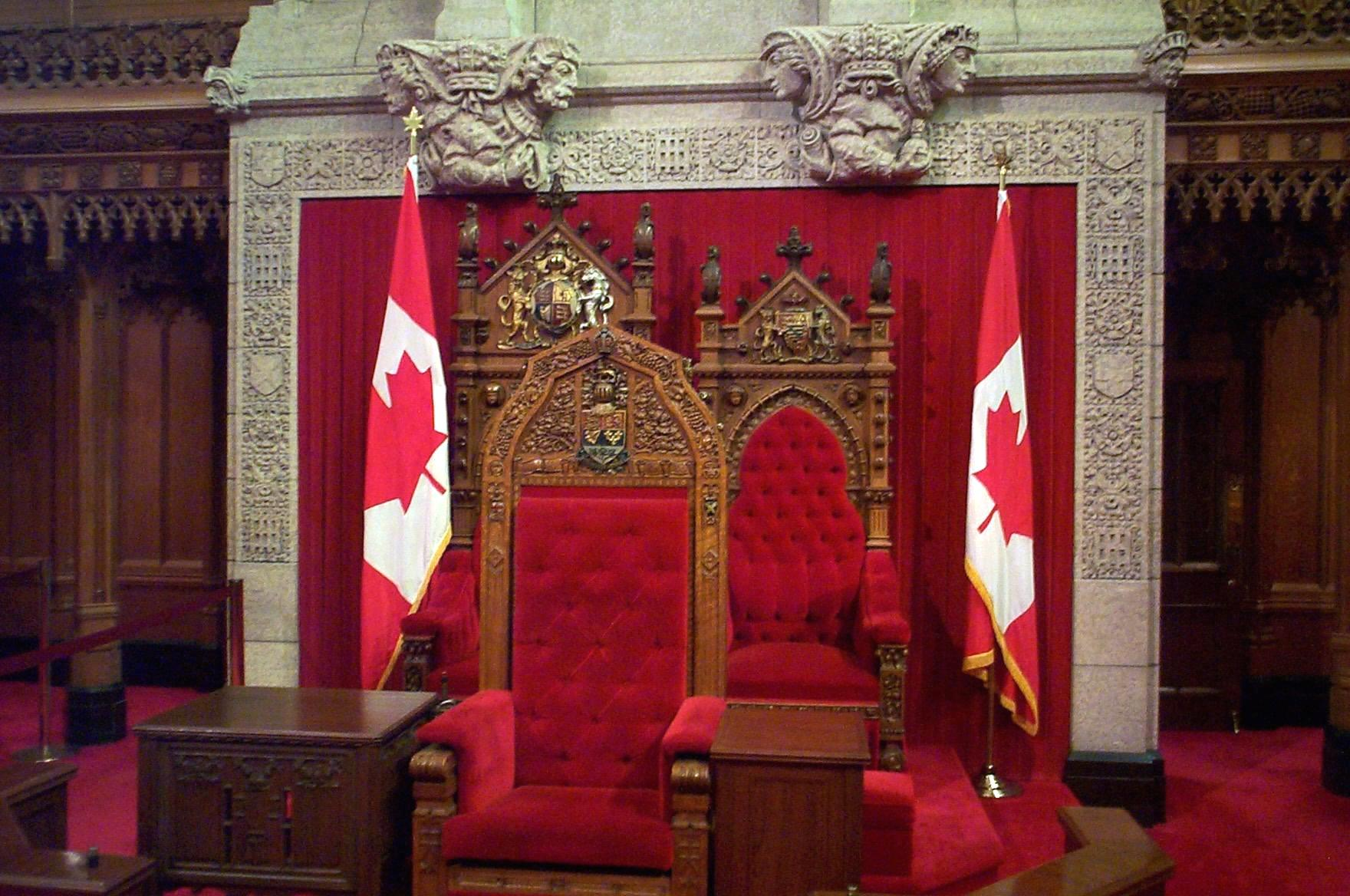
El Presidente del Senado ocupa la silla frente a los tronos.

El Presidente del Senado es designado por el Gobernador General de Canadá, y con el asesoramiento constitucional del Consejo Privado de la Reina de Canadá. Sin embargo, por convención, este consejo es generalmente expresado exclusivamente por el Primer Ministro de Canadá. El presidente está calificado para representar a Canadá en funciones estatales oficiales, tanto en Canadá como en el extranjero.

## Lista de presidentes del Senado
| Presidente | Presidente                     | Periodo                                           | Partido                   |
| ---------- | ------------------------------ | ------------------------------------------------- | ------------------------- |
|            | Joseph Cauchon                 | 5 de noviembre de 1867-16 de mayo de 1869         | Conservador Independiente |
|            | John Ross                      | 17 de mayo de 1869-26 de mayo de 1869             | Conservador               |
|            | Joseph Cauchon                 | 27 de mayo de 1869-2 de junio de 1872             | Conservador Independiente |
|            | Amos Botsford                  | 3 de junio de 1872-5 de junio de 1872             | Conservador               |
|            | Joseph Cauchon                 | 6 de junio de 1872-30 de junio de 1872            | Conservador Independiente |
|            | Pierre-Joseph-Olivier Chauveau | 21 de febrero de 1872 - 8 de enero de 1874        | Conservador               |
|            | David Christie                 | 9 de enero de 1874-16 de octubre de 1878          | Liberal                   |
|            | Robert Duncan Wilmot           | 7 de noviembre de 1878-10 de febrero de 1880      | Conservador               |
|            | David Macpherson               | 11 de febrero de 1880-15 de febrero de 1880       | Conservador               |
|            | Amos Botsford                  | 16 de febrero de 1880-18 de abril de 1880         | Conservador               |
|            | David Macpherson               | 19 de abril de 1880-16 de octubre de 1883         | Conservador               |
|            | William Miller                 | 17 de octubre de 1883-3 de abril de 1887          | Liberal-Conservador       |
|            | Josiah Plumb                   | 4 de abril de 1887-12 de marzo de 1888            | Conservador               |
|            | George Allan                   | 17 de marzo de 1888-26 de abril de 1891           | Conservador               |
|            | Alexandre Lacoste              | 27 de abril de 1891-13 de septiembre de 1891      | Conservador               |
|            | John Jones Ross                | 14 de septiembre de 1891-12 de julio de 1896      | Conservador               |
|            | Charles Pelletier              | 13 de julio de 1896-28 de enero de 1901           | Liberal                   |
|            | Lawrence Power                 | 29 de enero de 1901 - 8 de enero de 1905          | Liberal                   |
|            | Raoul Dandurand                | 9 de enero de 1905-13 de enero de 1909            | Liberal                   |
|            | James Kerr                     | 14 de enero de 1909-22 de octubre de 1911         | Liberal                   |
|            | Auguste Landry                 | 23 de octubre de 1911-2 de junio de 1916          | Conservador               |
|            | Joseph Bolduc                  | 3 de junio de 1916 - 6 de febrero de 1922         | Conservador Nacionalista  |
|            | Hewitt Bostock                 | 7 de febrero de 1922-12 de mayo de 1930           | Liberal                   |
|            | Arthur Hardy                   | 13 de mayo de 1930-2 de septiembre de 1930        | Liberal                   |
|            | Pierre Blondin                 | 3 de septiembre de 1930-10 de enero de 1936       | Conservador               |
|            | Walter Foster                  | 11 de enero de 1936 - 8 de mayo de 1940           | Liberal                   |
|            | Georges Parent                 | 9 de mayo de 1940-14 de diciembre de 1942         | Liberal                   |
|            | Thomas Vien                    | 23 de enero de 1943-23 de agosto de 1945          | Liberal                   |
|            | James King                     | 24 de agosto de 1945-2 de agosto de 1949          | Liberal                   |
|            | Elie Beauregard                | 3 de agosto de 1949-13 de octubre de 1953         | Liberal                   |
|            | Wishart Robertson              | 14 de octubre de 1953-3 de octubre de 1957        | Liberal                   |
|            | Mark Drouin                    | 4 de octubre de 1957-23 de septiembre de 1962     | Conservador Progresista   |
|            | George White                   | 24 de septiembre de 1962-26 de abril de 1963      | Conservador Progresista   |
|            | Maurice Bourget                | 27 de abril de 1963 - 6 de enero de 1966          | Liberal                   |
|            | Sydney Smith                   | 7 de enero de 1966 - 4 de septiembre de 1968      | Liberal                   |
|            | Jean-Paul Deschatelets         | 5 de septiembre de 1968 - 13 de diciembre de 1972 | Liberal                   |
|            | Muriel Fergusson               | 14 de diciembre de 1972-11 de septiembre de 1974  | Liberal                   |
|            | Renaude Lapointe               | 12 de septiembre de 1974 - 4 de octubre de 1979   | Liberal                   |
|            | Allister Grosart               | 5 de octubre de 1979-3 de marzo de 1980           | Conservador Progresista   |
|            | Jean Marchand                  | 4 de marzo de 1980-15 de diciembre de 1983        | Liberal                   |
|            | Maurice Riel                   | 16 de diciembre de 1983 - 1 de noviembre de 1984  | Liberal                   |
|            | Guy Charbonneau                | 2 de noviembre de 1984 - 6 de diciembre de 1993   | Conservador Progresista   |
|            | Roméo LeBlanc                  | 7 de diciembre de 1993-21 de noviembre de 1994    | Liberal                   |
|            | Gildas Molgat                  | 22 de noviembre de 1994 - 25 de enero de 2001     | Liberal                   |
|            | Daniel Hays                    | 26 de enero de 2001 - 7 de febrero de 2006        | Liberal                   |
|            | Noël Kinsella                  | 8 de febrero de 2006 - 26 de noviembre de 2014    | Conservador               |
|            | Pierre Claude Nolin            | 27 de noviembre de 2014-23 de abril de 2015       | Conservador               |
|            | Leo Housakos                   | 24 de abril de 2015-2 de diciembre de 2015        | Conservador               |
|            | George Furey                   | 3 de diciembre de 2015 - presente                 | Independiente             |

Fuente:

## Presidente Pro Tempore
El Presidente Pro Tempore del Senado de Canadá es un funcionario y el segundo miembro de mayor rango del Senado. El presidente Pro Tempore es un miembro del Senado que es nominado por un comité de selección. Luego de la nominación se confirma mediante votación en el Senado. El presidente pro tempore sirve cuando el presidente del Senado, que es designado por el gobierno, no puede asistir a una sesión del Senado.
La actual de Presidenta pro tempore es Pierrette Ringuette, quien se desempeña en el cargo desde el 1 de mayo de 2020.